# This Is Radio Soulwax
This Is Radio Soulwax is een dj-mixalbum dat werd samengesteld en gemixt door de Belgische elektronische band Soulwax, uitgebracht in februari 2006 als covermount-cd in het nummer van die maand van het tijdschrift Mixmag in het Verenigd Koninkrijk. 
Het bevat ook een nummer van Jackson & His Computer Band, die later dat jaar bekend werden doordat hun nummer "Utopia" in een advertentie voor O2 verscheen.

## Tracklist
| 1.                    | Soulwax - Slowdance (Nite Version)                          | 6:25 |
| 2.                    | Digitalism - Idealistic                                     | 2:28 |
| 3.                    | Franz & Shape - Countach                                    | 3:08 |
| 4.                    | Vitalic - Valletta Fanfares                                 | 1:54 |
| 5.                    | Franz Ferdinand - Do You Want To (Erol Alkan's Glam Racket) | 1:58 |
| 6.                    | Adam Sky - Ape-x                                            | 1:58 |
| 7.                    | Namosh - The Pulse (Whomadewho Remix)                       | 2:42 |
| 8.                    | Riton - Angerman (Riton Re-rub)                             | 3:13 |
| 9.                    | Simian - Sick                                               | 2:50 |
| 10.                   | Jackson & His Computer Band - Arpeggio                      | 3:48 |
| 11.                   | LCD Soundsystem - Too Much Love                             | 3:32 |
| 12.                   | Tiga - Do It Don't Stop                                     | 4:12 |
| 13.                   | Headman - Roh                                               | 2:06 |
| 14.                   | Kate Wax - Killing Your Ghost                               | 3:21 |
| 15.                   | Justice - Let There Be Light                                | 4:49 |
| Totale duur: 01:01:23 |                                                             |      |